# Spejbl e Hurvínek

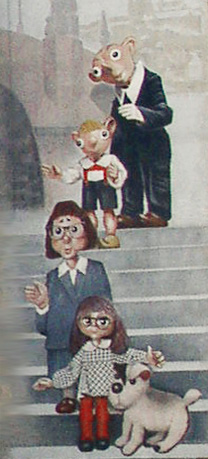
As personagens. De cima a baixo: Spejbl, Hurvínek, Sra. Kateřina, Mánička e Žeryk

Spejbl e Hurvínek são uma dupla checa de comédia de bonecos. As personagens foram concebidas pelo bonequeiro checo, professor Josef Skupa. Ao longo de anos, as duas personagens tem ganhado sucesso internacional. Elas lançaram muitos álbuns de comédia, e tiveram seu próprio show televisivo. Cada álbum contém uma estória sobre o pai Josef Spejbl e seu filho Hurvínek, os quais vivem com outra família no mesmo apartamento. Mais tarde, a dupla foi acompanha por outra família, a Sra. Kateřina e a sua filha Mánička. Todos os quatro com o cachorro Žeryk, o qual tem a habilidade de latir palavras. Embora a comédia seja destinada ao público infantil, há muitas piadas voltadas para os adultos. A dupla tem seu próprio teatro em Praga, em Dejvice. Além de performances com bonecos, muitas estórias de Spejbl e Hurvínek foram gravadas, e um série chamada večerníček (estórias para dormir).

## História
O primeiro dos bonecos, inventados por Josef Skupa em 1920, foi Spejbl - um professor retrógrado, quase incapaz de acompanhar as coisas que aconteciam ao seu redor. Skupa fez então, performances com o boneco em cabarés do oeste boêmio. Em 1926, ele deu vida a seu filho, Hurvínek - uma criança, às vezes preguiçosa, outras hiperativa. A essa época, Skupa conseguia manipular os dois bonecos, fazendo até mesmo vozes para os mesmos, usando sua voz aguda típica para Hurvínek.
O sucesso que Skupa conseguiu com os dois bonecos foi suficiente para que ele estabelecesse um teatro dedicado especialmente a eles, em 1930. Skupa cedeu a titerearia (teatro de fantoches) a outras pessoas no teatro, e concentrou-se em dar voz e produzir enredos novos para os dois bonecos. As duas personagens tem entretido tanto crianças como adultos por décadas. Mais tarde, as personagens Sra. Kateřina e Mánička, juntamente com Žeryk foram introduzidas, fazendo a experiência de viver as mais bizarras e divertidas aventuras de suas estórias mais plausível. 
Depois da morte de Skupa, a próxima voz dos dois bonecos foi a de Miloš Kirschner. As vozes de Mánička e Sra. Kateřina foram feitas pela sua esposa, Helena Štáchová. Após a morte de Kirschner, a próxima voz de Spejbl e Hurvínek foi a de Martin Klásek.